# The Little Rebel's Sacrifice
The Little Rebel's Sacrifice est un film muet américain réalisé par Francis Ford et sorti en 1917.

## Fiche technique
- Réalisation : Francis Ford
- Scénario : Grace Cunard
- Genre : Drame
- Durée : 10 minutes
- Date de sortie : États-Unis : 19 janvier 1917

## Distribution
- Francis Ford
- Ethel Grandin
- Grace Cunard